# آيفون إس إي
'آيفون إس إي هاتف ذكي من شركة أبل واحد من سلسلة إصدارات آيفون أعلن عنه لأول مرة في المؤتمر الذي عقد في 21 مارس 2016.
يعتبر بديلا مطورا من آيفون 6 إس بتكلفة أقل للمستهلك ومواصفات مطورة عن آيفون 6 إس، تم تطوير المعالج , الكاميرا، ومميزات أخرى وهو مشابه تقريبا لمواصفات آيفون 6 إس مع شاشه أصغر تأتي ب 4 بوصه . 
الشكل الخارجي والمظهر مقارب لأيفون 5 إس .
يأتي بمعالج A9 بسرعة 2 جيجاهرتز المستخدم في آيفون 6 إس .
متوفر بنسخة 16 جيجا بايت و 64 جيجا بايت و 128 جيجا بايت.
كاميرا 12 ميجا بيكسل .
نظام آي أو أس 9.3